# Суперкласіко де лас Амерікас
Суперкласіко де лас Амерікас (ісп. Superclásico de las Américas, порт. Superclássico das Américas) — щорічний футбольний турнір між збірними Бразилії та Аргентини, заснований 2011 року. Є правонаступником Кубка Рока, що проходив на нерегулярній основі з 1914 по 1976 рік.

## Історія
У 2010 році була досягнута домовленість створити турнір-наступник Кубка Рока, в якому б зустрічались збірні Бразилії та Аргентини. Перший розіграш відбувся у вересні 2011 року. Першочергово турнір складався з двох матчів, по одному на полі кожної збірної. Команда, яка проводить вдома перший матч, змінюється кожного турніру. Збірна, яка перемагає у двоматчевій дуелі стає переможцем турніру. У випадку рівного рахунку після двох матчів назначаються післяматчеві пенальті. У перших двох розіграшах на турнірі мали право виступати лише гравці, що грали в аргентинському або бразильському чемпіонаті. 
У 2013 році у відповідь на прохання тренера бразильців Луїса Феліпе Сколарі турнір не грався, а з 2014 року турнір став проводитись в один матч на нейтральному полі, а команди отримали право викликати гравців з будь-якого чемпіонату.
Турнір був скасований у 2015 та 2016 роках внаслідок скандалу з корупцією у ФІФА. Скасування відбулось головним чином тому, що бізнесмени аргентинської компанії "FullPlay", одного з промоутерів Суперкласіко де лас Амерікас, заарештували за хабарництво. З 2017 року турнір відновився у старому форматі.

## Турніри
| Рік  | Господар                                                                  | Рахунок        | Гості      | Стадіон                           | Місто                      |
| ---- | ------------------------------------------------------------------------- | -------------- | ---------- | --------------------------------- | -------------------------- |
| 2011 | Аргентина                                                                 | 0–0            | Бразилія   | «Маріо Альберто Кемпес»           | Кордова, Аргентина         |
| 2011 | Бразилія                                                                  | 2–0            | Аргентина  | «Мангейран»                       | Белен, Бразилія            |
| 2011 | Бразилія виграла з загальним рахунком 4–1.                                |                |            |                                   |                            |
| 2012 | Бразилія                                                                  | 2–1            | Аргентина  | «Серра Доурада»                   | Гоянія, Бразилія           |
| 2012 | Аргентина                                                                 | 2–1 (3–4 пен.) | Бразилія   | «Бомбонера»                       | Буенос-Айрес, Аргентина    |
| 2012 | Бразилія виграла в серії пенальті після нічийного загального рахунку 3–3. |                |            |                                   |                            |
| 2013 | відмінений                                                                | відмінений     | відмінений | відмінений                        | відмінений                 |
| 2014 | Бразилія                                                                  | 2–0            | Аргентина  | «Пекінський національний стадіон» | Пекін, Китай               |
| 2015 | відмінений                                                                | відмінений     | відмінений | відмінений                        | відмінений                 |
| 2016 | відмінений                                                                | відмінений     | відмінений | відмінений                        | відмінений                 |
| 2017 | Бразилія                                                                  | 0–1            | Аргентина  | «Мельбурн Крикет Граунд»          | Мельбурн, Австралія        |
| 2018 | Аргентина                                                                 | 0–1            | Бразилія   | «Король Абдулла Спортс Сіті»      | Джидда, Саудівська Аравія  |
| 2019 | Бразилія                                                                  | 0–1            | Аргентина  | Стадіон Університету короля Сауда | Ер-Ріяд, Саудівська Аравія |

### За збірними
| Збірна    | Перемог | Роки перемог           |
| --------- | ------- | ---------------------- |
| Бразилія  | 4       | 2011, 2012, 2014, 2018 |
| Аргентина | 2       | 2017, 2019             |